# Amèrica del Nord
L'Amèrica del Nord és un subcontinent d'Amèrica, que s'estén, geopolíticament, des d'Alaska i Groenlàndia al nord, fins a la frontera de Mèxic amb Guatemala i Belize al sud. El subcontinent limita al nord amb l'oceà Glacial Àrtic, i al sud amb el subcontinent centreamericà. En altres models continentals, com ara el model angloparlant, Amèrica del Nord és un continent que s'estén des d'Alaska fins a l'istme de Panamà, incloent-hi les Antilles.
Amèrica boreal és un sinònim, però aquest concepte sovint només inclou els Estats Units i el Canadà, excloent la zona de Mèxic la qual de vegades es considera dins l'Amèrica Central.

## Etimologia

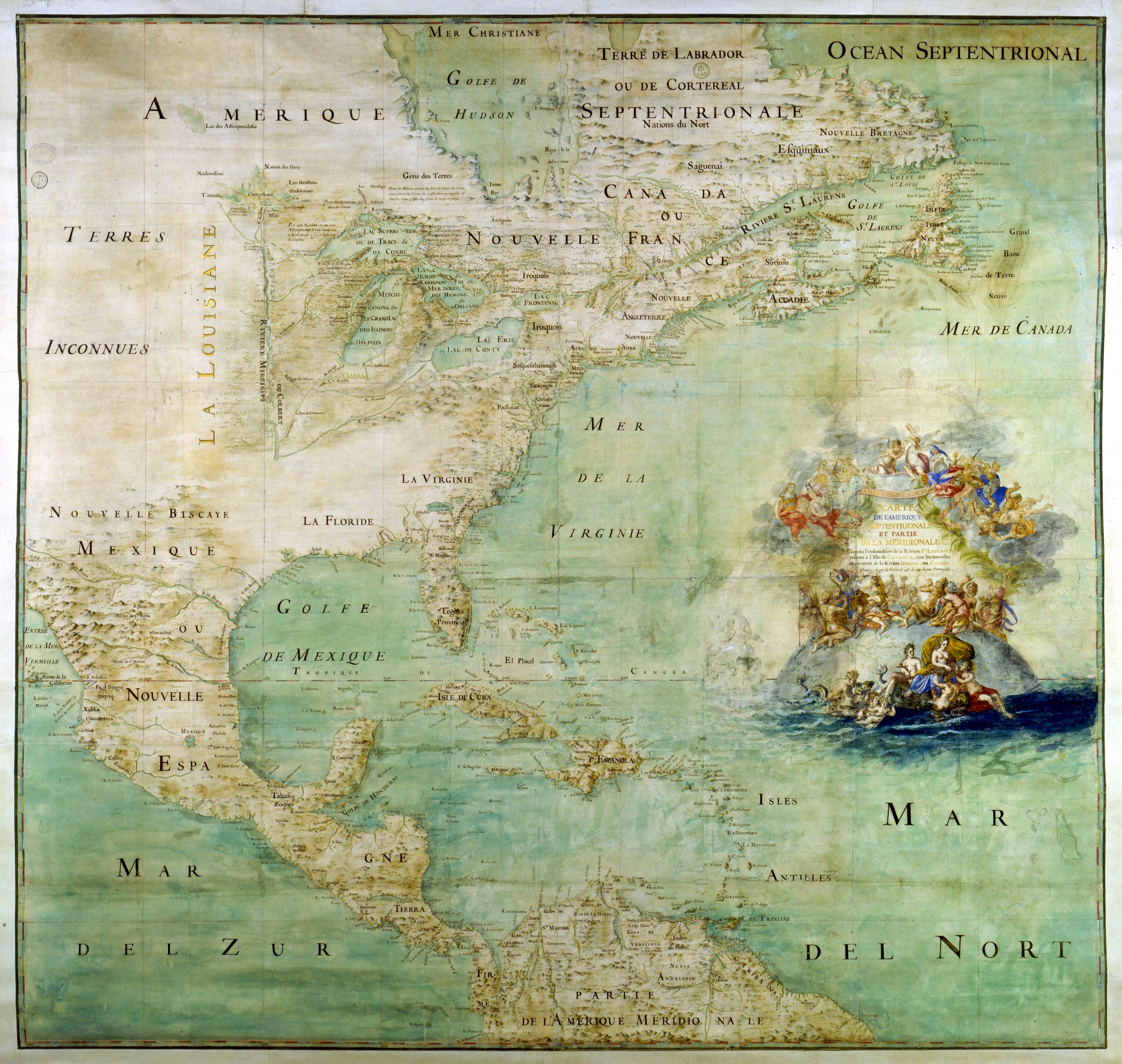
Antic mapa de l'Amèrica del Nord

Està acceptat àmpliament que els noms d'Amèrica del Nord i d'Amèrica del Sud s'anomenaren així per Amerigo Vespucci, i que va ser el cartògraf alemany Martin Waldseemüller qui els va posar aquest nom. Vespucci va ser el primer europeu a suggerir que Amèrica no eren les Índies Orientals sinó un nou món desconegut per als europeus.
La segona teoria, amb menys acceptació que l'anterior, és que els seus noms provenen d'un comerciant anglès anomenat Richard Amerike, de Bristol, que es creu que va finançar el viatge de John Cabot d'Anglaterra a Terranova l'any 1497. Una altra teoria és que el nom prové d'una llengua ameríndia.

## Geografia física

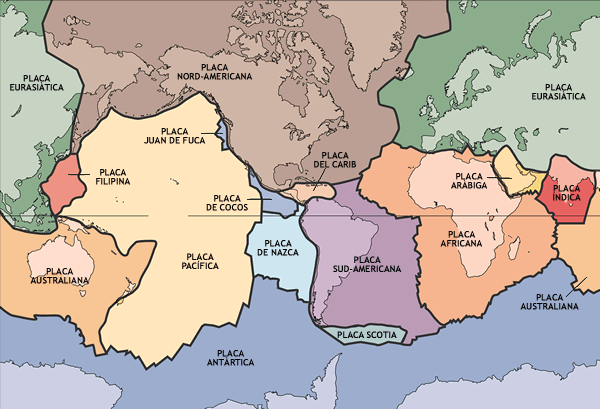
Plaques tectòniques de la Terra (la d'Amèrica del Nord és de color marró).

L'Amèrica del Nord se situa a la regió superior del continent americà, connectat amb el subcontinent sud-americà per mitjà de la regió centreamericana, més específicament, per l'istme de Panamà. Amèrica del Nord comença, segons la majoria de les autoritats acadèmiques, a l'istme de Tehuantepec (al sud-est de Mèxic), i s'estén cap al nord fins a la regió àrtica canadenca i d'Alaska. Tot el subcontinent pertany a la placa Nord-americana (incloent-hi l'istme de Tehuantepec, però, excloent algunes regions de Califòrnia i Baixa Califòrnia que pertanyen a la placa del Pacífic i altres regions de la Baixa Califòrnia Sud i de l'est de Mèxic que pertanyen a la placa de Cocos. S'hi troben nombroses illes, principalment les illes de l'arxipèlag Àrtic, l'arxipèlag d'Alexander, i les illes Aleutianes. Groenlàndia, l'illa danesa autònoma, és localitzada sobre la placa tectònica nord-americana, i per tant, es considera, geogràficament, com a part del subcontinent nord-americà. Les Bermudes, per contra, no es troben sobre aquesta placa, sinó que són illes oceàniques sobre la dorsal Atlàntica.
La vegetació i el clima a Amèrica del Nord són molt variats. Al nord es troba tundra àrtica (per exemple, a Groenlàndia, o Yukon), però també hi ha una gran varietat de boscos (per exemple, les Muntanyes Rocoses, els Apalatxes, Sierra Madre Occidental, Sierra Madre Oriental, Sierra Madre del Sur, Sierra Madre de Chiapas), deserts (Pinacate, Zona del Silenci), planúries (les Grans Planes dels Estats Units, Comarca Lagunera), manglars (per exemple, a Louisiana i Tabasco), etcètera. Generalment, la vegetació associada a aquests és la típica de l'ecozona holàrtica, al nord, i de l'ecozona neotropical, al sud. La frontera entre ambdues se situa entorn dels 40° N.

## Geografia política

Mapa polític de l'Amèrica del Nord.

Com a resultat de l'evolució històrica, l'Amèrica del Nord estricta compta actualment per tres estats independents i tres dependències europees: 
|                         | Països                  | Àrea (km²) | Població (Est. gener 2009) | Densitat de població (per km²) | Capital                 |
| ----------------------- | ----------------------- | ---------- | -------------------------- | ------------------------------ | ----------------------- |
| Canadà                  | Canadà                  | 9.985.700  | 33.311.389                 | 3,0                            | Ottawa                  |
| Estats Units            | Estats Units            | 9.630.100  | 306.050.595                | 25,0                           | Washington DC           |
| Mèxic                   | Mèxic                   | 2.100.380  | 109.955.400                | 20,0                           | Ciutat de Mèxic         |
| Dependències            |                         |            |                            |                                |                         |
| Bermudes                | Bermudes                | 55         | 60.000                     | 1.233,33                       | Hamilton                |
| Groenlàndia             | Groenlàndia             | 2.380.100  | 50.000                     | 0,026                          | Nuuk                    |
| Saint-Pierre i Miquelon | Saint-Pierre i Miquelon | 245        | 7.000                      | 29                             | Saint-Pierre i Miquelon |

^ [1] Bermudes és un territori autònom que pertany al Regne Unit). 

^ [2] Groenlàndia és un territori autònom que pertany a Dinamarca). 

^ [3] Saint-Pierre i Miquelon pertany a França).

## Població

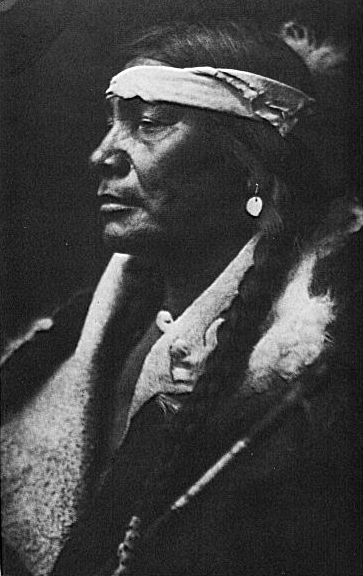
Amerindi nord-americà (circa 1890)

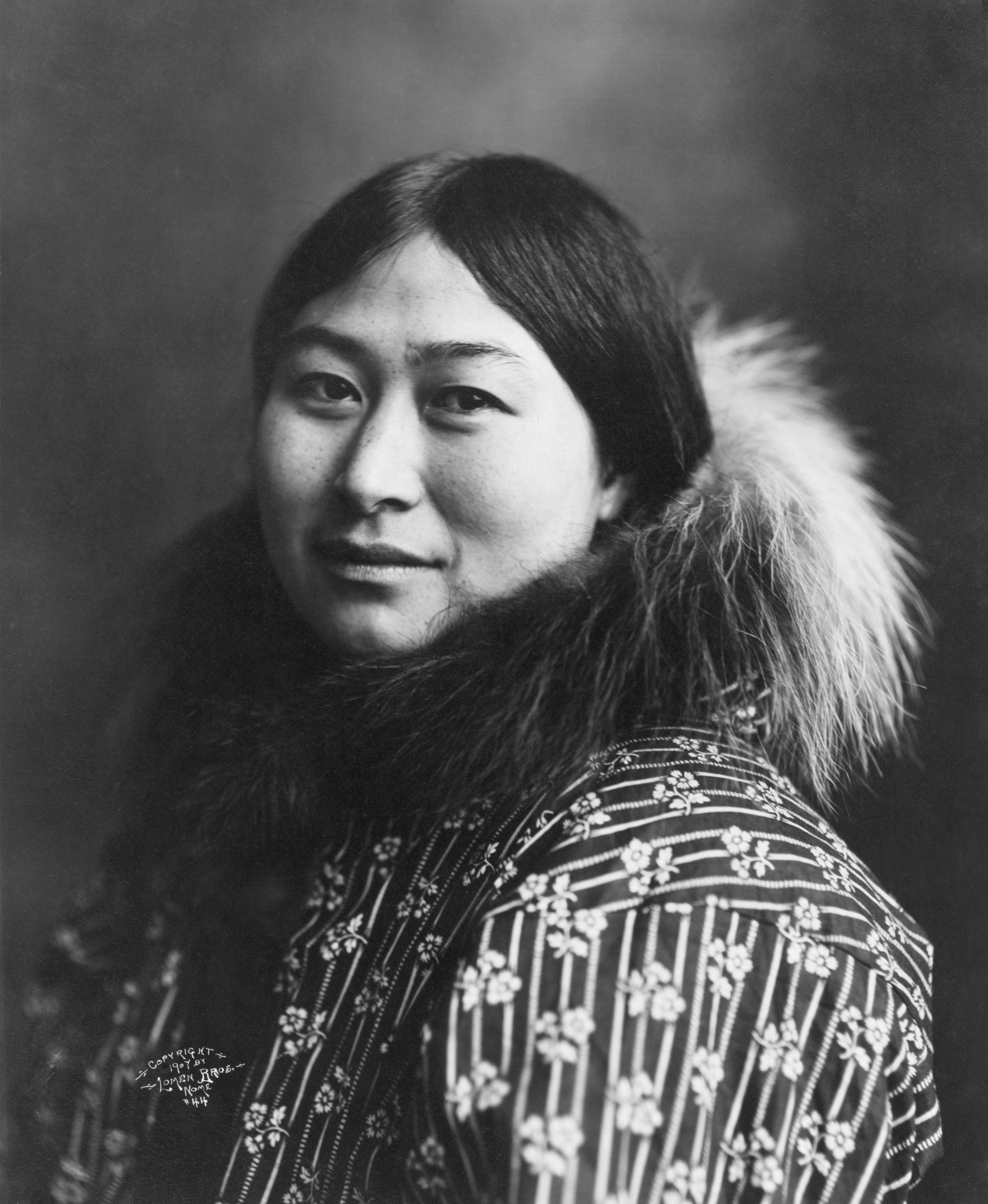
Dona esquimal d'Alaska (circa 1907)

L'Amèrica del Nord va tindre una població dispersa fins a èpoques relativament recents. Amb la important excepció dels habitants de la zona central de Mèxic (els altiplans i les valls que envolten l'actual Ciutat de Mèxic), els pobles indígenes del subcontinent vivien disseminats geogràficament i posseïen una gran diversitat cultural. Els assentaments europeus en el subcontinent van iniciar un canvi gairebé total en la seua geografia humana, ja que els europeus delmaren i desplaçaren els pobles indígenes, la forma de vida dels quals va patir grans alteracions. La majoria de la població actual d'Amèrica del Nord és d'ascendència europea, però també engloba altres grups significatius.

### Etnografia
Al Canadà, i segons el cens de l'any 2001 i d'un total de població de 29.639.035 habitants, 11.682.680 es consideraven canadencs, 5.978.875 anglesos, 4.668.410 francesos, 4.157.210 escocesos, 3.822.660 irlandesos, 2.742.765 alemanys, 1.270.370 italians, 1.071.060 ucraïnesos, 1.000.890 amerindis nord-americans, 923.310 holandesos i 817.085 polonesos. La resta de la població, i en ordre decreixent, eren d'origen noruec, portuguès, gal·lès, jueu, rus, filipí, mestís, suec, hongarès, estatunidenc, grec, hispà, jamaicà, danès i vietnamita.
Pel que fa a la població dels Estats Units, i d'un total de 299,398,485 habitants l'any 2006, el seu desglossament per ètnies i races era la següent: 
- Blancs en general: 74%, 221,3 milions.
  - Blancs no hispànics: 66%, 198,1 milions.
  - Blancs hispànics: 23, 2 milions.
- Hispànics de qualsevol raça: 14,8%, 44,3 milions.
- Afroamericans: 13,4%, 40,9 milions.
- Alguna altra raça per si sola: 6,5%, 19 milions.
- Asiàtics: 4,4%, 13,1 milions.
- Mestissos: 2%, 6,1 milions.
- Amerindis i nadius d'Alaska: 0,68%, 2 milions.
- Hawaians i d'altres illes del Pacífic: 0,14%, 0,43 milions.[7]

Els amerindis i els inuits o esquimals suposen aproximadament 2 milions als Estats Units i al voltant de 400.000 al Canadà. Es creu que els avantpassats dels pobles indígenes americans van iniciar la seua emigració des d'Àsia a Amèrica per mitjà d'un pas terrestre a través de l'Estret de Bering fa uns 30.000 anys, i que els avantpassats dels inuits van emigrar en embarcacions des d'Àsia fa uns 6.000 anys. A Groenlàndia el 80% de la població és inuit.
Al voltant del 60-80% de la població de Mèxic està formada per mestissos (resultat de l'encreuament d'amerindis i europeus, sobretot espanyols). Aproximadament, el 12-30% de la població és d'origen amerindi relativament pur, i un 9-17% és d'origen europeu pur (ibèric -sobretot, castellans, portuguesos i bascos-, francès, italià, alemany, irlandès, polonès, romanès, rus, àrab -principalment libanès i sirià- i britànic).

### Demografia
Segons estimacions de l'any 1995, els Estats Units tenia 263.437.000 habitants, Mèxic (dades del 1993) 90.419.606, el Canadà (any 1993) 28.753.000 i Groenlàndia (any 1994) 55.419 habitants.

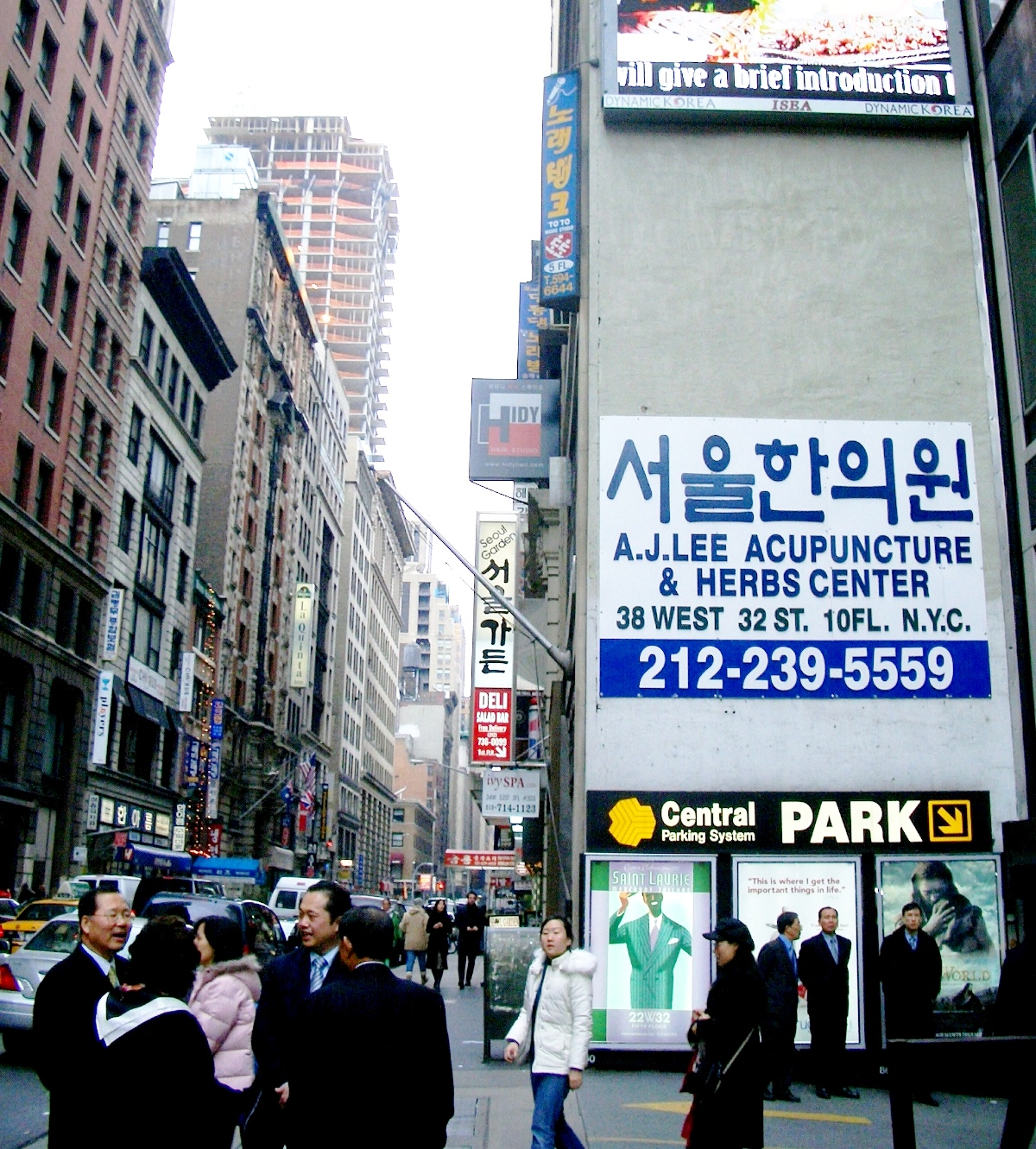
Barri coreà de Nova York

La major part de la població es concentra a la meitat oriental dels Estats Units i a les zones adjacents d'Ontario i el Quebec, la costa pacífica dels Estats Units i l'altiplà central de Mèxic. Gairebé un 80% dels habitants del Canadà, dels Estats Units i de Groenlàndia viuen en ciutats, igual que el 75,8% dels mexicans. Les principals àrees urbanes es troben a la costa atlàntica dels Estats Units (entre Boston i la ciutat de Washington), al voltant de les vores dels llacs Erie i Ontario, a l'extrem meridional del llac Michigan, al nord i al sud de Califòrnia i en la superpoblada Ciutat de Mèxic.
Les ciutats nord-americanes més grans són: Ciutat de Mèxic, Guadalajara i Monterrey a Mèxic; Nova York, Los Angeles, Chicago, Houston, Filadèlfia, Phoenix, San Antonio i San Diego als Estats Units, i Toronto, Montreal, Vancouver, Ottawa i Edmonton al Canadà. Lluny de les àrees metropolitanes, la major part de l'Amèrica del Nord té una densitat de població moderada. A Mèxic la densitat de població és de 43 hab./km², als Estats Units de 26,4 hab./km² i al Canadà de 2,9 hab./km². La gran majoria dels canadencs viuen en una franja relativament estreta al llarg de la frontera meridional.

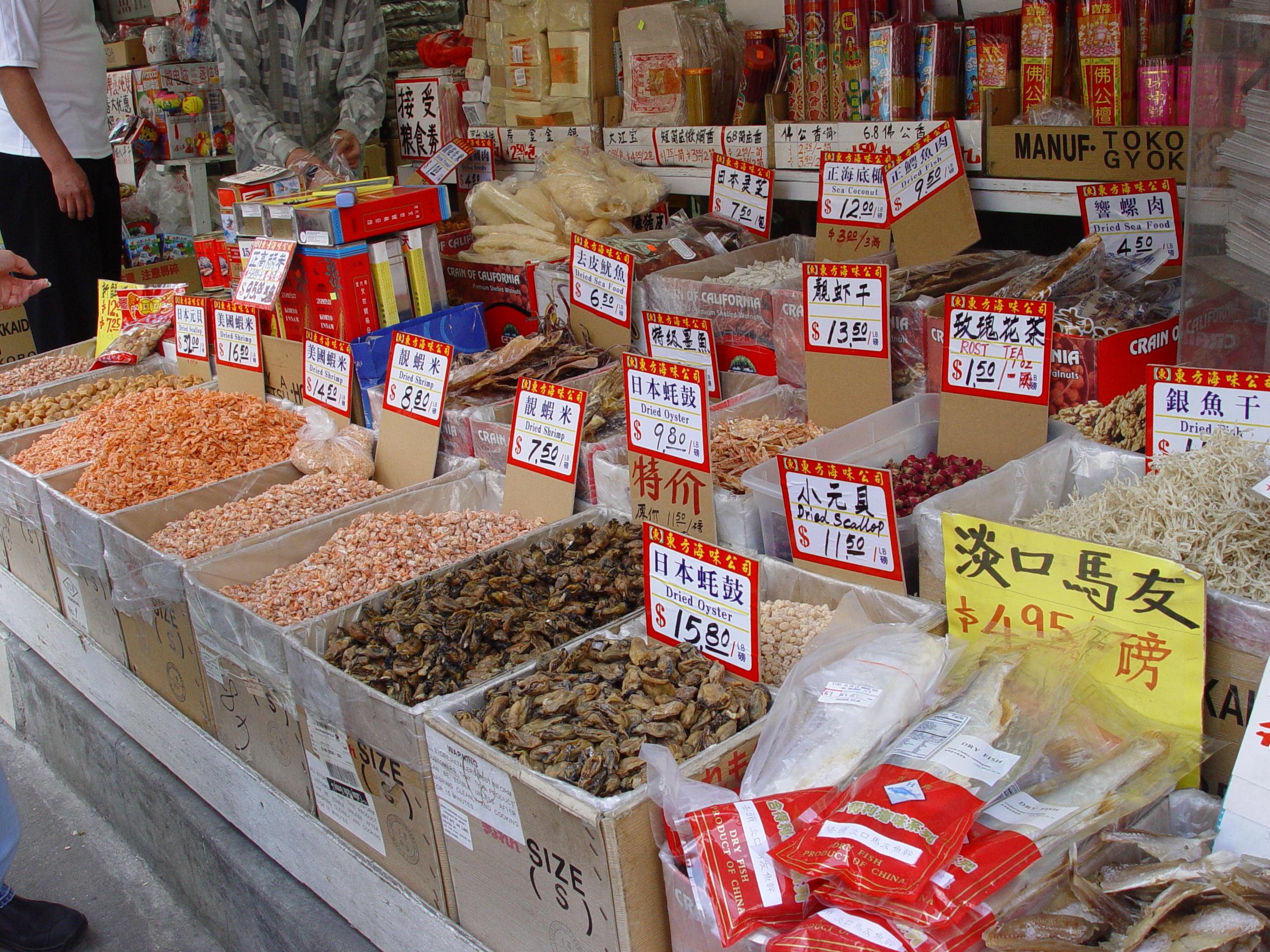
Botiga a Chinatown (Nova York)

Al Canadà i els Estats Units la taxa de creixement poblacional ha baixat des de la dècada de 1950. La població canadenca va tindre un increment de fins a un 1% anyal entre 1980 i 1987, igual que als Estats Units i, una mica més, un 1,2%, a Groenlàndia. Tanmateix, Mèxic tenia una de les més altes taxes de creixement de població (2,2% a l'any), i la seua taxa de natalitat (prop del 30‰ el 1989) era aproximadament el doble que la de la resta del continent. La taxa de mortalitat era del 6‰ a Mèxic, del 7‰ al Canadà i del 9‰ als Estats Units, mentre que la taxa de natalitat a 1 de gener de 2008 era del 20,4‰ a Mèxic, del 14,18‰ als Estats Units i del 10,29‰ al Canadà.
L'emigració intercontinental a l'Amèrica del Nord va ésser significativa a les dècades de 1970 i 1980, quan gran nombre d'asiàtics i europeus es van desplaçar als Estats Units i el Canadà. A més, moltes persones van emigrar des d'Amèrica del Sud i el Carib als Estats Units. Els grans moviments de població, però, van tenir lloc dins de la mateixa Amèrica del Nord, des de Mèxic als Estats Units i des del nord-est dels Estats Units als sectors meridional i occidental del país.

### Llengües
L'anglès hi és l'idioma més emprat (el 90% dels estatunidencs, aproximadament, i prop de les 2/3 parts dels canadencs). La població hispana dels Estats Units parla castellà, mentre que el francès és una llengua important per a la quarta part de la població del Canadà. Molts dels pobles indígenes i inuit dels Estats Units, Canadà i Groenlàndia empren llurs llengües tradicionals. El castellà és la llengua dominant a Mèxic, mentre que una mica més de cinc milions de mexicans parlen llengües ameríndies, com ara el nàhuatl, el maia, el zapoteca, el mixteca i l'otomí.

### Religió

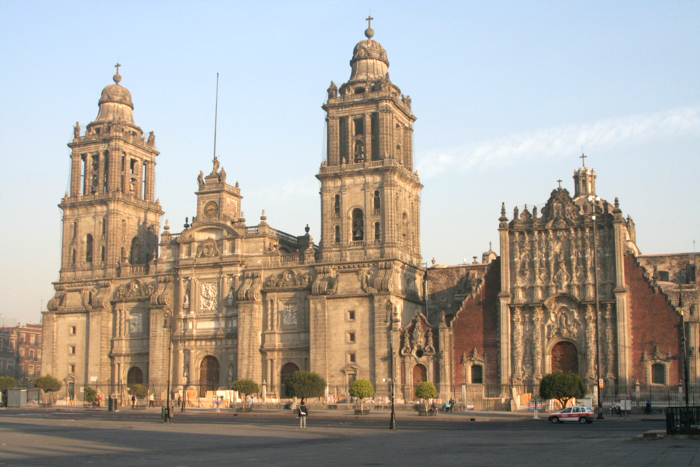
Catedral de la Ciutat de Mèxic

El cristianisme és la religió més important d'Amèrica del Nord: la gran majoria dels mexicans, prop d'un 45% dels canadencs i un 26% dels estatunidencs professen el catolicisme; aproximadament el 28% dels canadencs són protestants i prop de l'11% són anglicans. Als Estats Units els protestants suposen el 60% de la població.
Al Canadà, els Estats Units i, en menor mesura, Mèxic també hi ha minories religioses budistes, jueves, islàmiques, mormones, cristianes ortodoxes i confucianistes.

### Cultura
Als Estats Units i el Canadà la vida cultural està molt desenvolupada i diversificada, i els mitjans de comunicació (ràdio, televisió, cinema i premsa) hi tenen un important paper. Gairebé totes les ciutats nord-americanes mantenen companyies teatrals i museus d'art, i els grups musicals estan molt difosos. Les estructures de cultura tradicional són més evidents en les regions rurals de Mèxic, però les seues ciutats posseeixen nombroses institucions culturals modernes.

## Economia
Les activitats econòmiques de l'Amèrica del Nord són extraordinàriament diverses. Els Estats Units i el Canadà presenten una economia moderna i sofisticada. La modernització ha estat desigual a Mèxic, on la inflació crònica i l'enorme pes del deute exterior dificulten el desenvolupament de l'energia, el transport i la indústria.
Amèrica del Nord, excepte Groenlàndia i les dependències britàniques i franceses, està integrada comercialment en l'Àrea de Lliure Comerç d'Amèrica del Nord coneguda com a NAFTA, el bloc comercial més gran del planeta. Des del març de 2005, la regió està unida també sota la Societat de Seguretat i Prosperitat de Nord-amèrica.

### Agricultura

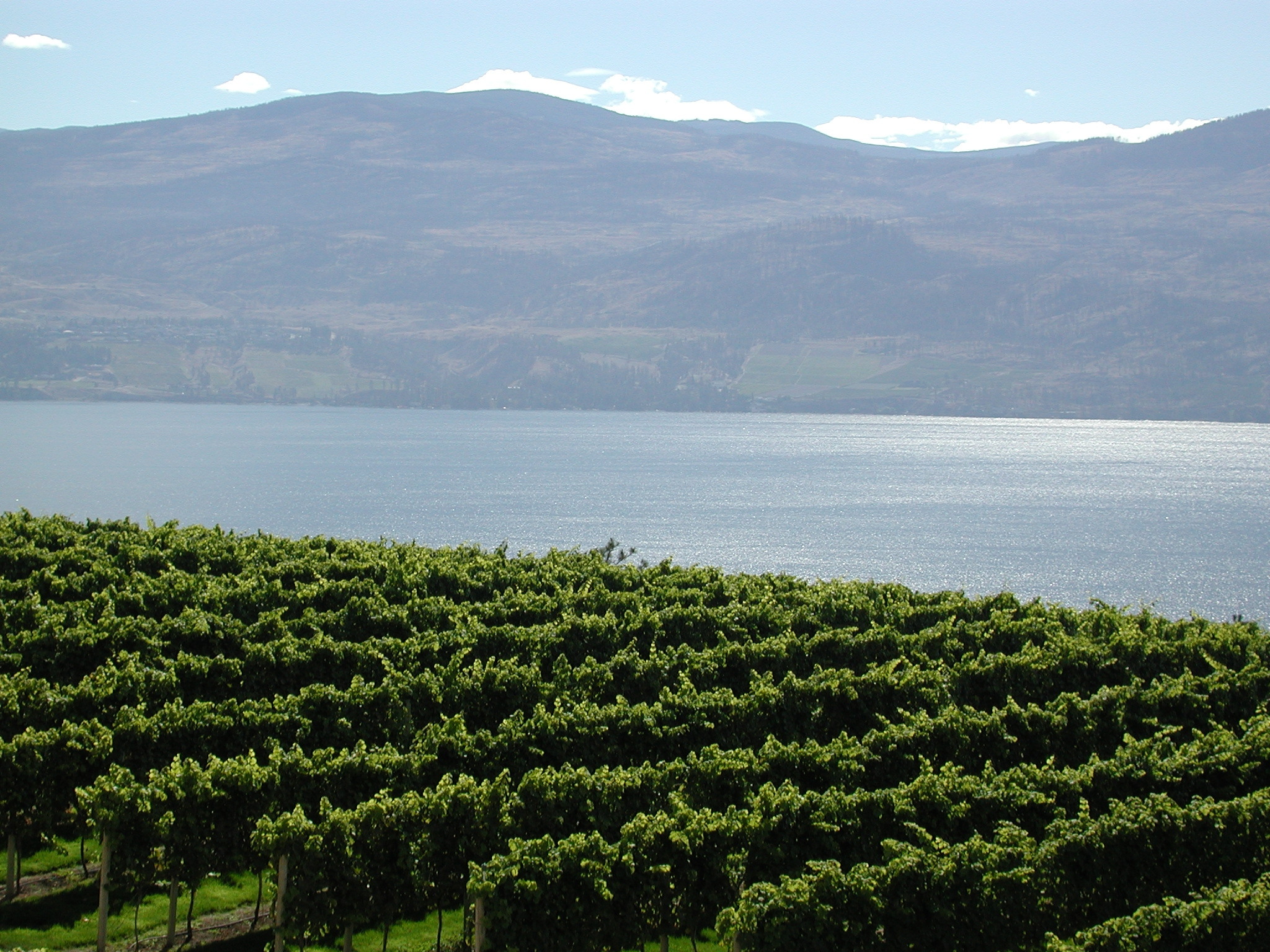
Vinyes a la vora del llac d'Okanagan (Colúmbia Britànica, Canadà)

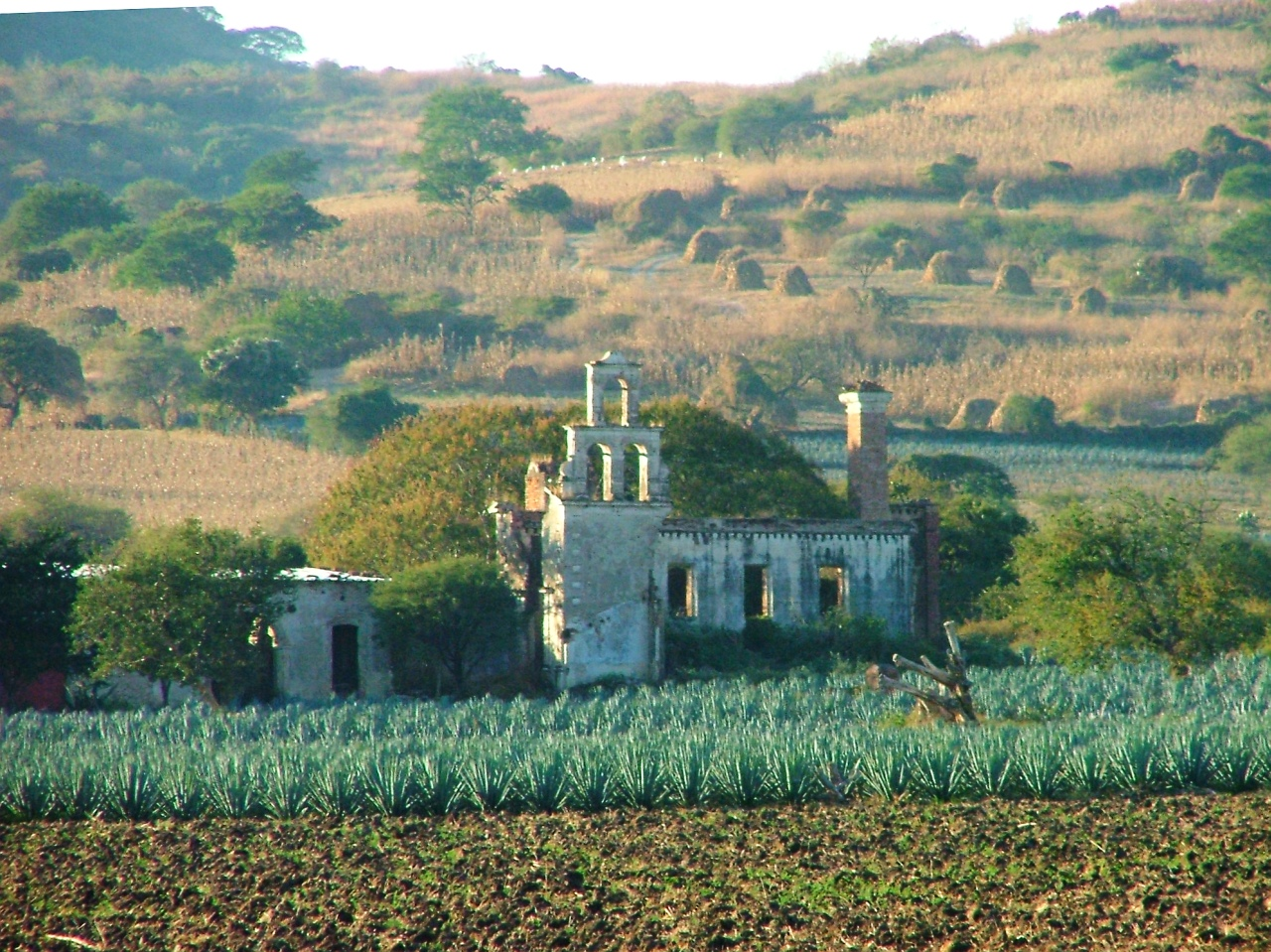
Ranxo mexicà abandonat

L'agricultura és relativament més important a Mèxic que als altres països d'Amèrica del Nord i, segons dades de l'any 2003, proporcionava ocupació a més del 25% de la mà d'obra (enfront del 3% als Estats Units i al Canadà). L'agricultura de subsistència és important a tot Mèxic, especialment al sud, però, l'agricultura comercial s'ha desenvolupat adequadament en moltes àrees, sobretot a la plana central i al nord del país. Els principals conreus són el blat de moro, la melca, el blat i els fesols (destinats tots ells, en la seua major part, al consum domèstic), i el cotó, el cafè i la canya de sucre, conreats principalment per a l'exportació. També produeix importants quantitats de fruites (com ara taronja, mango, llimona, llima, síndria, raïm i papaia, entre d'altres), i desenvolupa una notable activitat ramadera (boví).
L'agricultura als Estats Units i el Canadà està dominada per granges molt mecanitzades, les quals produeixen immenses quantitats de conreus i productes ramaders. Les Grans Planes del centre dels Estats Units i de part del Canadà (Alberta, Manitoba i Saskatchewan) són importants productores mundials de cereals (en especial blat, però també ordi, civada, sègol i sorgo), llavors oleaginoses i bestiar (boví, destinat a la indústria làctia i càrnia, i llana). Una altra zona agrícola important és el cinturó del blat de moro (Corn Belt en anglès) que es troba des de l'oest d'Ohio fins a l'est de Nebraska) i que produeix les majors collites mundials de dacsa, a més d'importants quantitats d'altres cereals, brots de soia, bestiar boví i porcí. L'agricultura a Califòrnia produeix una enorme quantitat de conreus de regadiu de gran valor, especialment fruites i hortalisses. Florida i Texas també són grans productors de fruites i hortalisses, mentre que els estats d'Idaho, Washington, Oregon, Maine, Dakota del Nord i el sud-est del Canadà ho són de pataques. Altres productes agropecuaris rellevants són el cotó, l'aviram, els productes lactis i la canya de sucre.

### Silvicultura i pesca

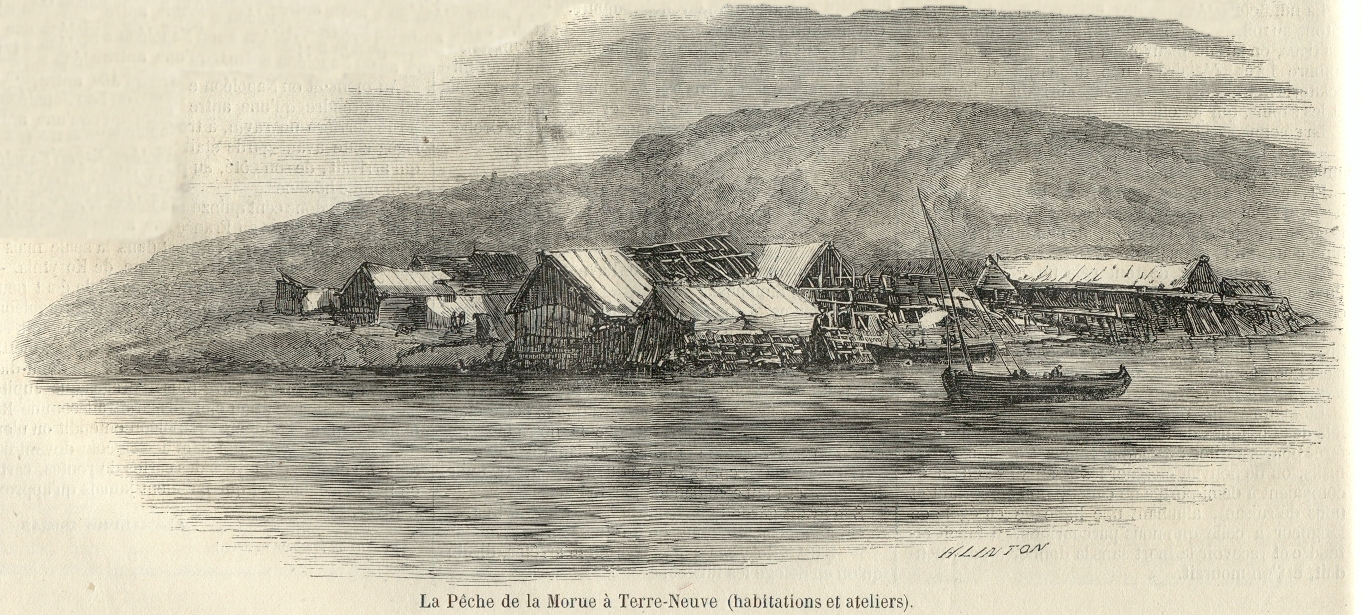
Il·lustració mostrant un port pesquer a Terranova dedicat a la pesca del bacallà el 1858.

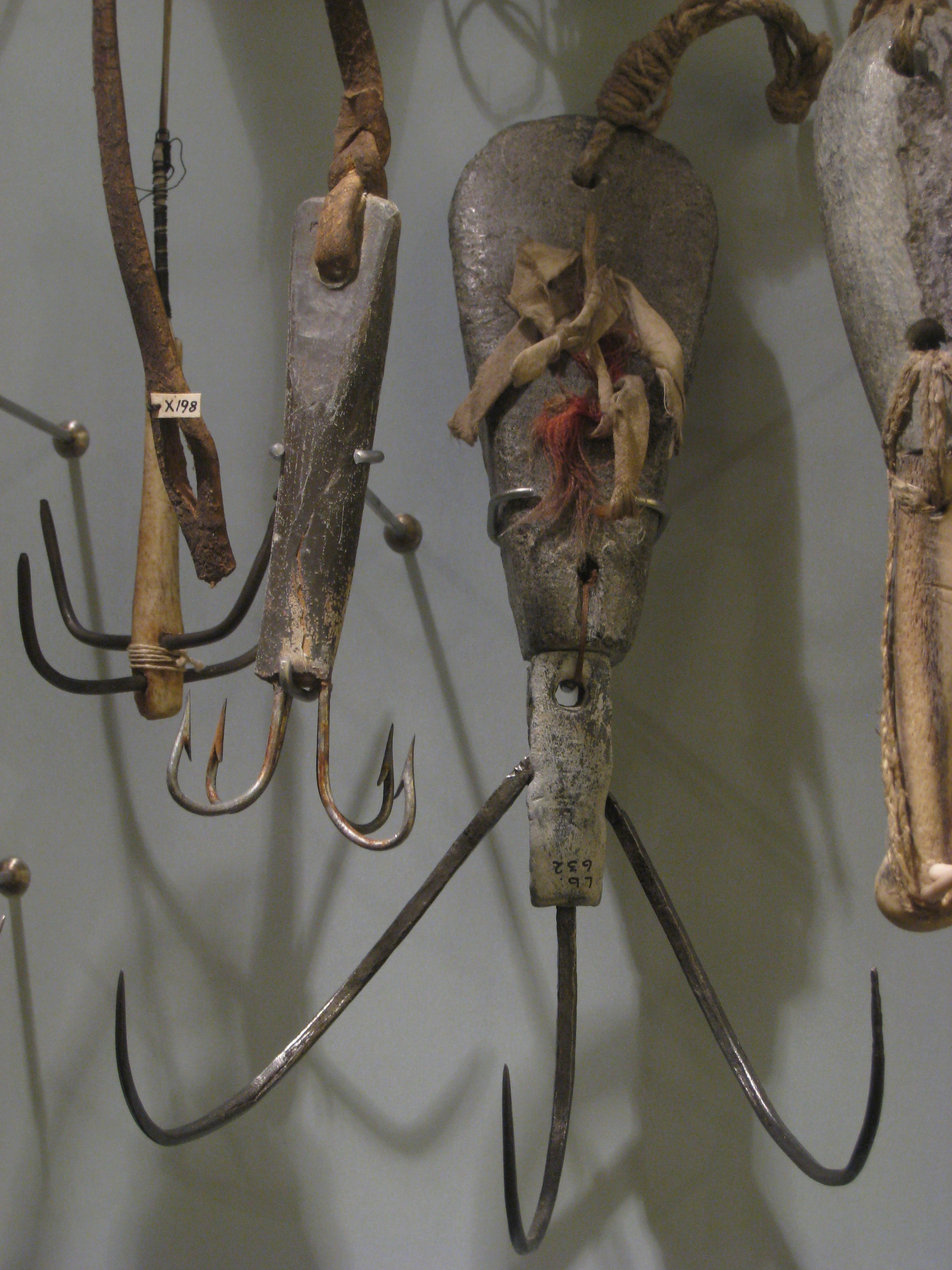
Típics hams esquimals de Groenlàndia

La silvicultura és un subsector important de l'economia canadenca, especialment a la Colúmbia Britànica, Ontario i Quebec. També hi ha indústries de productes forestals als estats de l'oest (especialment a Washington, Oregon i Califòrnia) i del sud-est dels Estats Units.
La pesca és la principal activitat econòmica de Groenlàndia, però és poc important al Canadà, els Estats Units i Mèxic, malgrat que les captures són elevades i que algunes àrees costaneres depenen dels ingressos resultants de les vendes de peix i marisc. A més de les aigües que banyen Groenlàndia, els principals caladors de pesca es troben a prop de les costes septentrionals del Pacífic i de l'Atlàntic, les costes de l'Atlàntic meridional i el Golf de Mèxic. A més, grans flotes dedicades a la pesca de la tonyina tenen llurs bases al sud de Califòrnia i a l'oest de Mèxic.

### Mineria

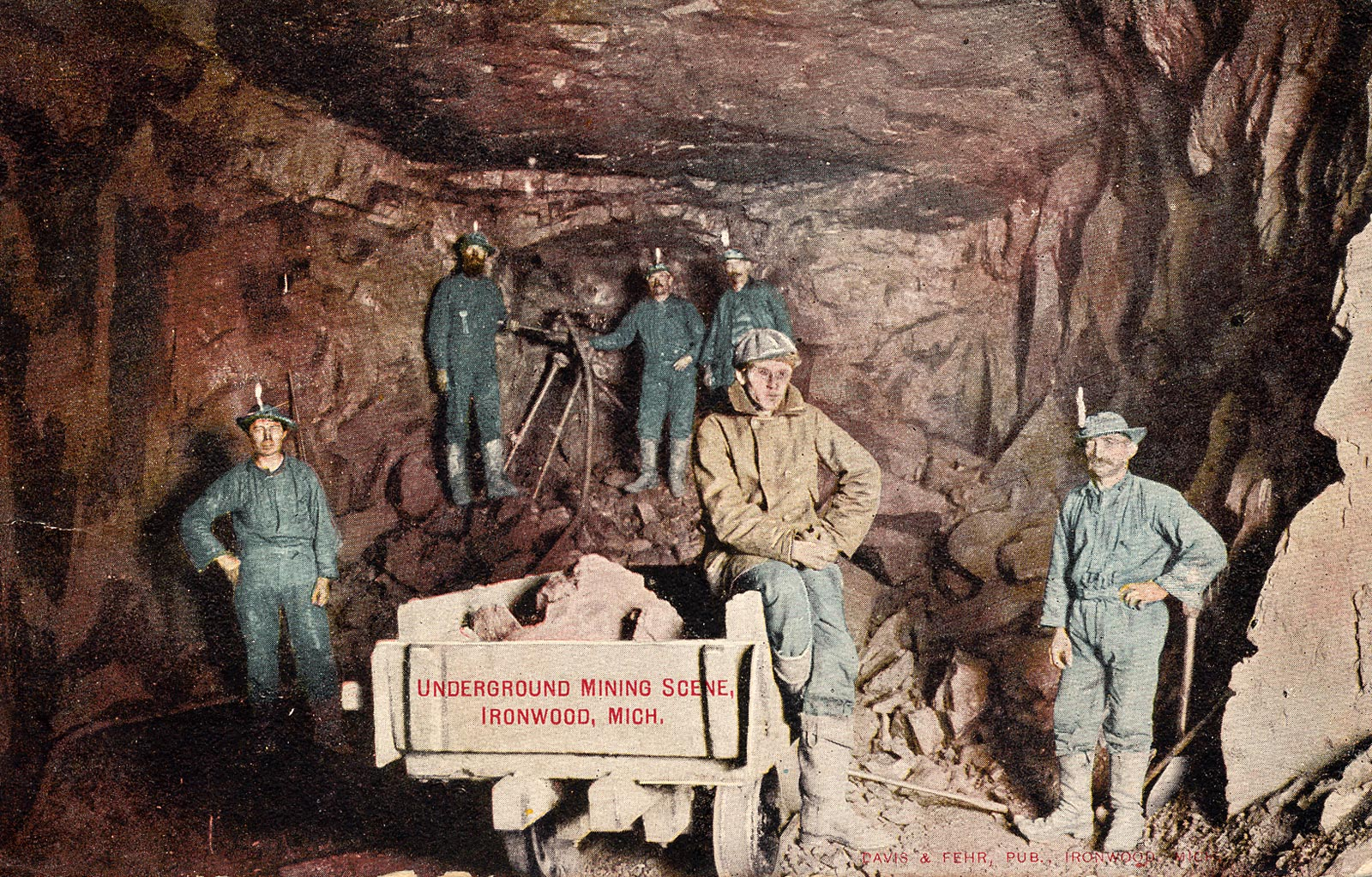
Mina de mineral de ferro a Michigan (circa 1910)

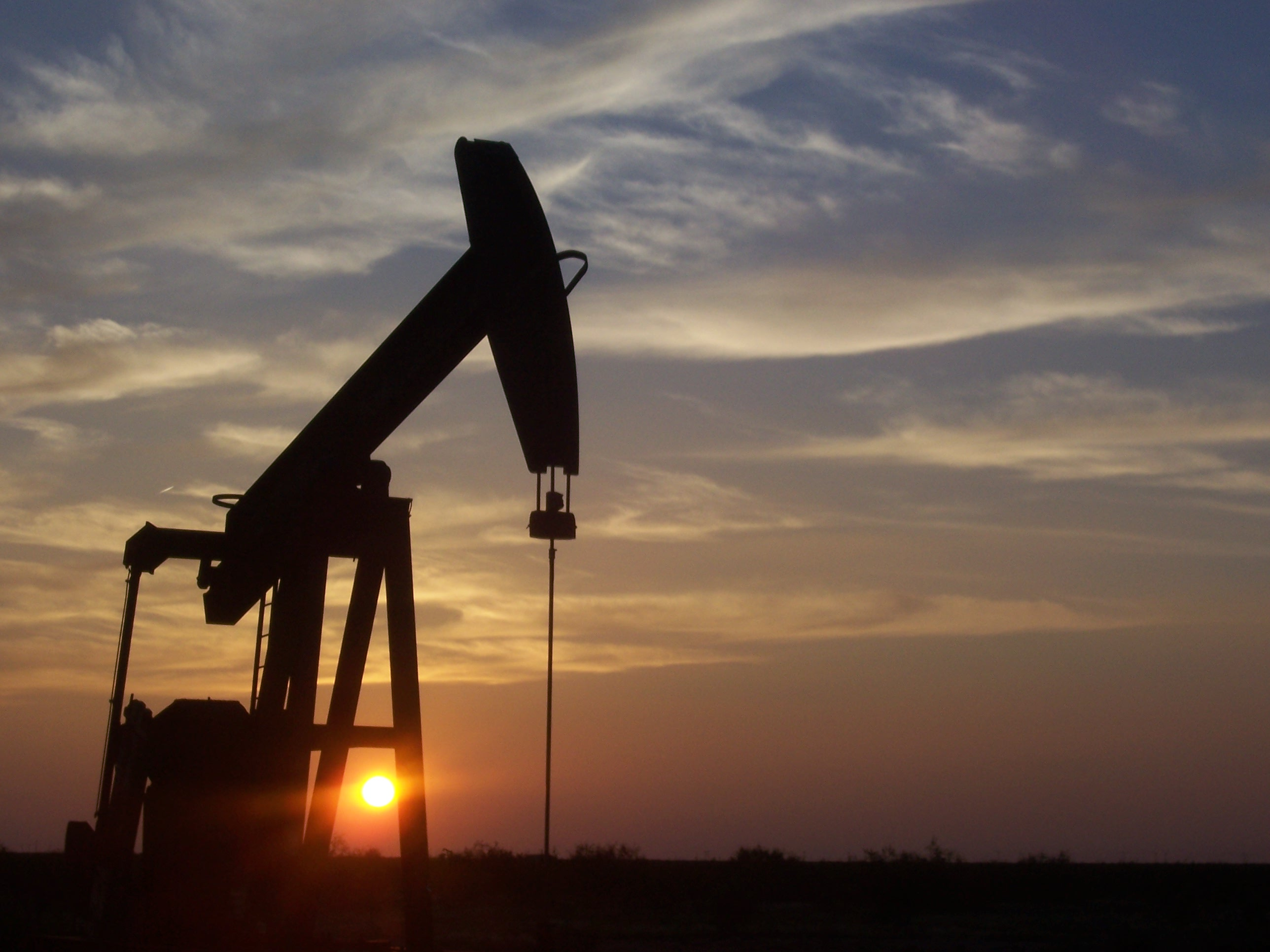
Pou petrolifer a Texas

L'extracció de minerals és una activitat econòmica que adquireix cada vegada més importància als Estats Units, el Canadà i Mèxic. Els Estats Units han estat uns dels principals productors mundials de petroli durant molts anys, el Canadà ha estat un important productor des del final de la dècada de 1940 i Mèxic va esdevenir un dels principals països en la producció mundial de petroli a final de la dècada de 1970. Els Estats Units ocupa el segon lloc entre els productors de gas natural del món i és també un dels primers països productors de carbó, extret sobretot en els vastos jaciments dels Apalatxes. El mineral de ferro ha estat des de fa temps important als Estats Units i el Canadà, obtingut sobretot dels jaciments situats al voltant de l'extrem occidental del llac Superior. Recentment s'han extret grans quantitats d'aquest mineral a l'àrea fronterera entre les províncies del Quebec i Terranova i Labrador, a l'est del Canadà. Entre els minerals que s'hi han explotat en considerables proporcions es troben el coure, l'argent, el plom, el zinc, el níquel, el sofre, l'asbest, l'urani, els fosfats i el potassi.

### Indústria

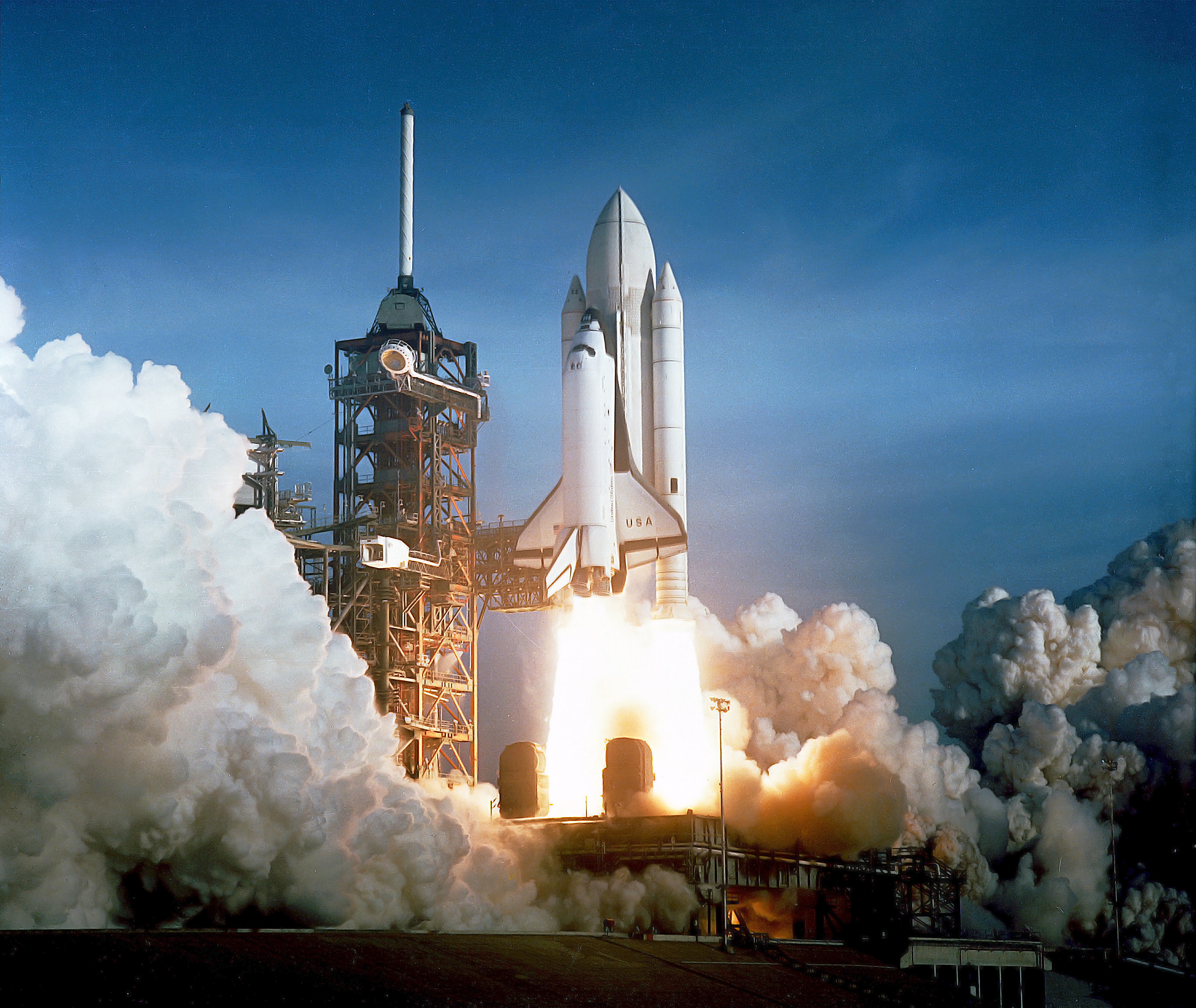
Llançament d'un transbordador espacial de la NASA

La indústria ha estat des de fa molt temps el principal sector econòmic dels Estats Units. La concentració més gran de fàbriques està situada a les àrees urbanes del cinturó industrial que s'estén des de Boston a Chicago. Tanmateix, des de la dècada de 1950 les manufactures s'han expandit considerablement a altres parts del país, especialment a les grans ciutats de Califòrnia i als estats del sud-est. La producció està molt diversificada, amb èmfasi en els metalls primaris i elaborats, el processament d'aliments, la maquinària, l'equip electrònic i aeroespacial, els vehicles de motor, els productes químics i tèxtils, la confecció, el paper i el material imprès.
La indústria també és una important activitat econòmica al Canadà. Les fàbriques se centren en les ciutats d'Ontario, el Quebec, la Colúmbia Britànica i Alberta, però, sens dubte, Toronto i Montreal constitueixen els principals nuclis industrials. Les empreses canadenques elaboren una gran varietat de productes, especialment aliments processats i begudes, equipament per a transport, paper i altres productes derivats de l'activitat forestal, metalls primaris i fabricats, productes químics i equipament elèctric i electrònic.
La indústria ha esdevingut progressivament una part important de l'economia mexicana des de la dècada de 1940. La indústria pesant, amb la siderúrgia i l'elèctrica, té una llarga tradició a Mèxic. Dins de la indústria manufacturera destaquen els productes químics, la roba i el calcer, els aliments processats, els vehicles de motor i els seus recanvis, els materials de construcció, i els equipaments elèctrics i electrònics. Les empreses maquiladores, establertes a prop de la frontera amb els Estats Units, es dediquen a l'acoblament de productes per a la importació a aquest país. La Ciutat de Mèxic és, amb diferència, el seu principal centre industrial, però algunes altres ciutats (com ara Monterrey i Guadalajara) compten amb importants concentracions fabrils.

### Energia
Amèrica del Nord consumeix grans quantitats d'energia. Pel que fa al Canadà, aquest país té major dependència de l'energia hidràulica que els Estats Units i Mèxic, però també utilitza elevades quantitats de petroli i gas natural. L'enorme consum d'energia dels Estats Units requereix grans importacions de petroli i gas natural, destinades a complementar la considerable producció interna de carbó, petroli, gas natural i energia hidroelèctrica i nuclear. La producció energètica de Mèxic es va incrementar considerablement a la dècada de 1970 i a principi de la dècada de 1980, afavorida per l'augment en la demanda interna i externa de petroli i de gas natural. L'any 2008, Mèxic fou el setè major productor de petroli de tot el planeta i el tercer de tot Amèrica.

### Transport

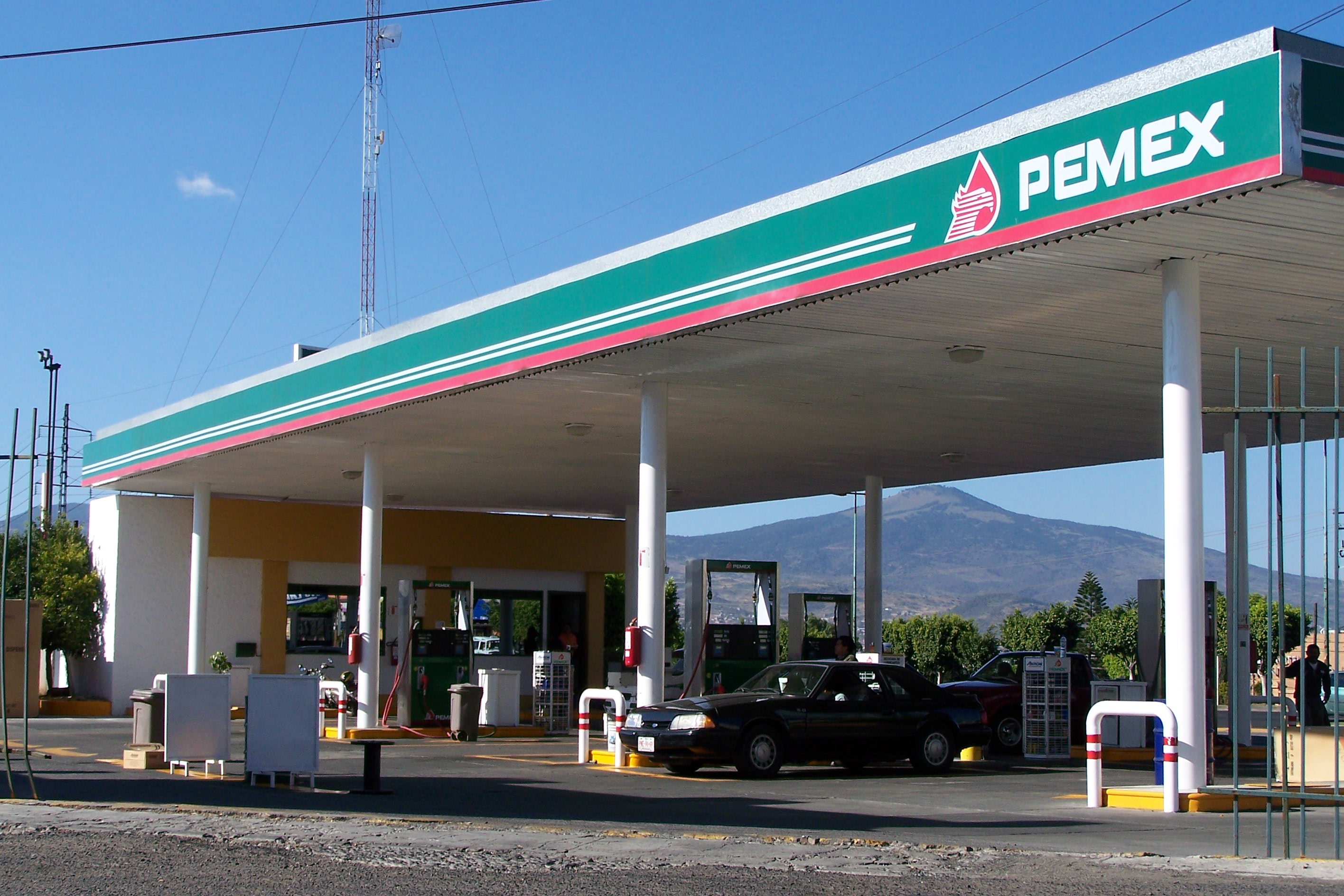
Benzinera de PEMEX a Mèxic

La xarxa de transports de l'Amèrica del Nord està molt desenvolupada en la major part dels Estats Units i presenta una continuïtat geogràfica amb la més meridional del Canadà. A començaments de la dècada de 1950 es va construir als Estats Units un important sistema d'autopistes estatals de peatge, la qual completa l'extensa xarxa de carreteres d'ús obert. La xarxa de ferrocarrils està ben establerta i és de gran importància per a molts tipus de transport de mercaderies, encara que relativament insignificant pel que fa al transport de passatgers. El trànsit aeri va créixer considerablement després de 1945, per la qual cosa es va crear una xarxa de rutes aèries en expansió. Les vies fluvials interiors (especialment el sistema del riu Sant Llorenç - Grans Llacs i el sistema dels rius Mississipi-Missouri) constitueixen importants canals per al transport de mercaderies. Les comunicacions terrestres al centre i al nord del Canadà i d'Alaska estan restringides durant certes èpoques de l'any per causes climàtiques, per la qual cosa aquestes zones depenen en extrem del servei aeri. Els sistemes de transport marítim de mercaderies de Mèxic el porta a terme l'empresa Petróleos Mexicanos (PEMEX). Aquest país compta, a més, amb importants carreteres i ferrocarrils. Tots tres països tenen àmplies i modernes instal·lacions per acollir vaixells transatlàntics.

### Comerç
Els Estats Units és, amb diferència, el país amb el que més comercien el Canadà i Mèxic, els quals, al seu torn, són socis comercials significatius (però no dominants) dels Estats Units. El Tractat de Lliure Comerç Nord-americà (TLC o, en anglès, NAFTA), el qual va entrar en vigor l'1 de gener de 1994, va perfilar l'eliminació de les barreres comercials entre els tres països durant els quinze anys següents. El 1993, els països del TLC tenien una població conjunta que superava els 360 milions d'habitants i un producte interior brut de gairebé 7 bilions de dòlars estatunidencs. El TLC forma una de les dues àrees comercials més importants del món i espera afegir nous països membres de la regió.
Les principals exportacions nord-americanes són la maquinària, els vehicles de motor, els aliments, els productes químics i els aeronàutics. El Canadà exporta sobretot vehicles de motor, maquinària, metalls i menes metàl·liques, productes forestals, químics i comestibles. Les exportacions de Mèxic l'any 2006 se centraven en el cru de petroli, accessoris de vehicles i reproductors de DVD. El 1991, el valor de les exportacions anyals del Canadà va superar el de les seues importacions, al contrari que als Estats Units i Mèxic. Els Estats Units es troba entre els principals països comercials del món, considerant el valor total de llurs importacions i exportacions.

## Història

El pont de terra de Beríngia entre l'any 21000 aC i l'època actual

D'acord amb les proves arqueològiques, l'ocupació humana d'Amèrica del Nord va començar durant el Plistocè, en el període Quaternari, fa uns 50.000 anys. Probablement, pobles mongoloides van arribar al nord d'Amèrica des d'Àsia a través d'una llengua de terra que travessava la zona que actualment ocupa l'Estret de Bering, i es van començar a estendre cap al sud i l'est.
Els primers habitants eren pobles del Paleolític que vivien de la caça i de la recol·lecció, i empraven eines no gaire diferents de les conegudes a Sibèria. Més tard van ser desplaçats per altres grups que posseïen eines més evolucionades. Es creu que aquests pobles són els primers avantpassats dels pobles amerindis, els quals van desenvolupar cultures complexes i habitaven el continent en l'època en què van arribar per primera vegada els europeus.
Groenlàndia va ésser la primera regió del continent a la qual van arribar els europeus. D'acord amb les sagues islandeses, Eric el Roig va explorar i colonitzar l'illa per primera vegada. El primer europeu que va albirar una part de la terra ferma continental va ser probablement Bjarni Herjólfsson, un comerciant islandès que va veure la línia de costa al voltant de l'any 986. Després, Leif Eriksson, el fill d'Eric el Roig, va viatjar a una terra que va anomenar Vinland o Terra del Vi, i que, potser, era algun indret entre Labrador i Nova Anglaterra. Aquest relat va ser verificat en part gràcies al descobriment el 1963 d'un emplaçament de tipus viking a L'Anse aux Meadows (actual parc nacional històric declarat Patrimoni de la Humanitat per la UNESCO el 1978), prop de la punta meridional de Terranova. Es va determinar que les ruïnes dataven de l'any 1000, aproximadament.

### L'era de les exploracions
Les exploracions europees a l'Amèrica del Nord van començar amb el viatge realitzat el 1492 per Cristòfol Colom al servei de la Corona de Castella. Més tard, el 1497, un navegant italià al servei d'Anglaterra, Giovanni Caboto o John Cabot, va desembarcar a l'illa del Cap Bretó, i el 1498 va recórrer les costes del Labrador, Terranova i Nova Anglaterra i, possiblement, va arribar a la badia de Delaware. El navegant portuguès Gaspar Corte-Real hi va emprendre un viatge el 1500 a la costa entre Labrador i el sud-est de Terranova. El 1513, Juan Ponce de León (governador castellà de Puerto Rico) va desembarcar a Florida i, quatre anys més tard, el soldat castellà Francisco Fernández de Córdoba va explorar el Yucatán. Posteriorment, el 1518, Juan de Grijalva, va descobrir la costa oriental de Mèxic, a la qual va anomenar Nova Espanya. L'any següent, el conqueridor extremeny Hernán Cortés va arribar a Mèxic i va conquerir el país durant els dos anys següents.

### Conquestes castellanes

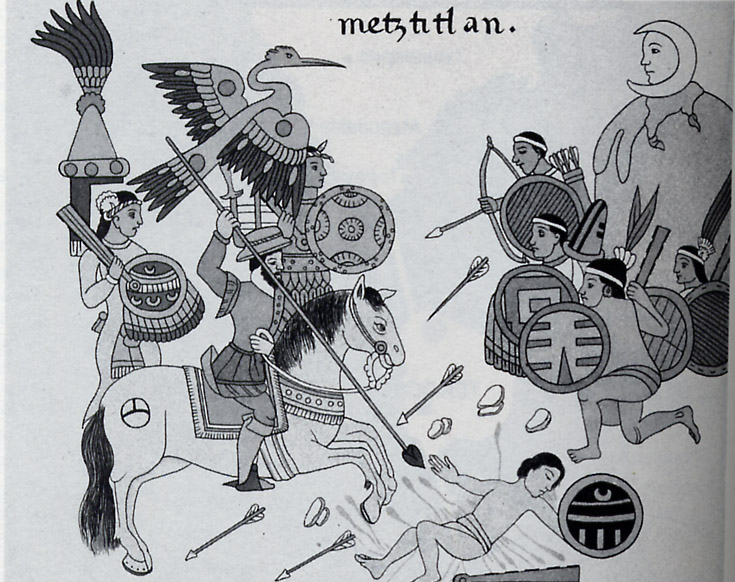
Representació dels conqueridors castellans i llurs aliats tlaxcalteques lluitant contra els otomís al territori de l'actual Estat d'Hidalgo (Mèxic)

Mapa del Virregnat de Nova Espanya al

L'èxit de la conquesta castellana de la zona meridional d'Amèrica del Nord va ésser degut, en gran part, a les lluites que enfrontaven als diferents pobles indígenes de la regió. El desordre intern havia estat especialment greu a l'Imperi Asteca, civilització que va caure davant Cortés el 1521. Els asteques eren odiats per gran part de llurs tribus vassalls especialment pels tlaxcalteques, els quals esdevingueren aliats d'Hernán Cortés. A causa d'aquesta circumstància i a la superioritat de les armes europees, la victòria castellana va ser ràpida.
Els maies, un altre poble indígena que poblava el Yucatán, no van ser capaços d'oferir una resistència efectiva als castellans. Encara que un elevat nombre d'amerindis de Mèxic i de l'Amèrica Central va ser exterminat durant la conquesta i el domini castellà o es van barrejar amb els conqueridors, el fet és que els maies i altres pobles indígenes van poder sobreviure fins als nostres dies. Els descendents d'aquest mestissatge constitueixen la majoria de la població actual d'aquesta part del subcontinent. Hernán Cortés va arribar a la Baixa Califòrnia el 1536 i les més importants expedicions durant la primera part del segle xvi van ser les de Pánfilo de Narváez i Álvaro Núñez Cabeza de Vaca, els quals van explorar part de Florida, les costes septentrionals i orientals del Golf de Mèxic, i part del nord de Mèxic entre 1528 i 1536. Hernando de Soto va arribar al riu Mississippi el 1541, i Francisco Vázquez de Coronado va explorar extenses àrees del sud-oest dels Estats Units entre 1540 i 1542. L'assentament permanent europeu més antic als Estats Units és San Agustín (Florida), el qual va ser fundat el 1565 per l'asturià Pedro Menéndez de Avilés.
Abans de 1600, els castellans havien dominat els pobles amerindis de les illes més grans de les Antilles, de Florida i del sud de Mèxic. Per motius administratius, les colònies creades per la Corona de Castella a l'àrea de Mèxic es van agrupar en el virregnat de Nova Espanya. Després de consolidar el seu control sobre Nova Espanya, les autoritats castellanes van avançar gradualment cap al nord, van completar la conquesta de Mèxic i van ocupar grans zones del sud del que avui dia són els Estats Units. L'audiència de Guadalajara comprenia els estats del nord de Mèxic i els actuals Texas i Nou Mèxic als Estats Units.

### La colonització francesa i anglesa

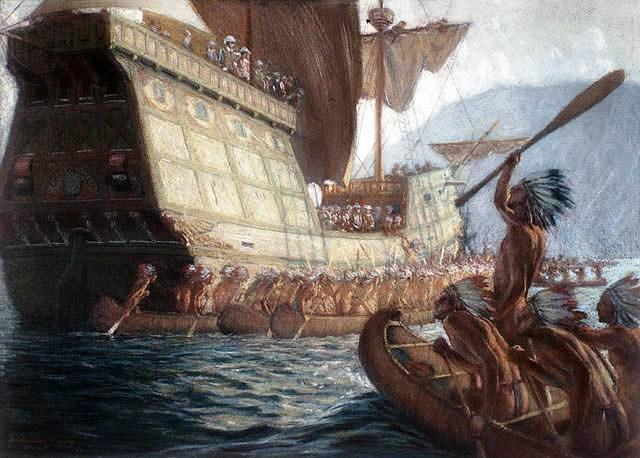
Arribada de Samuel de Champlain al Quebec l'any 1608.

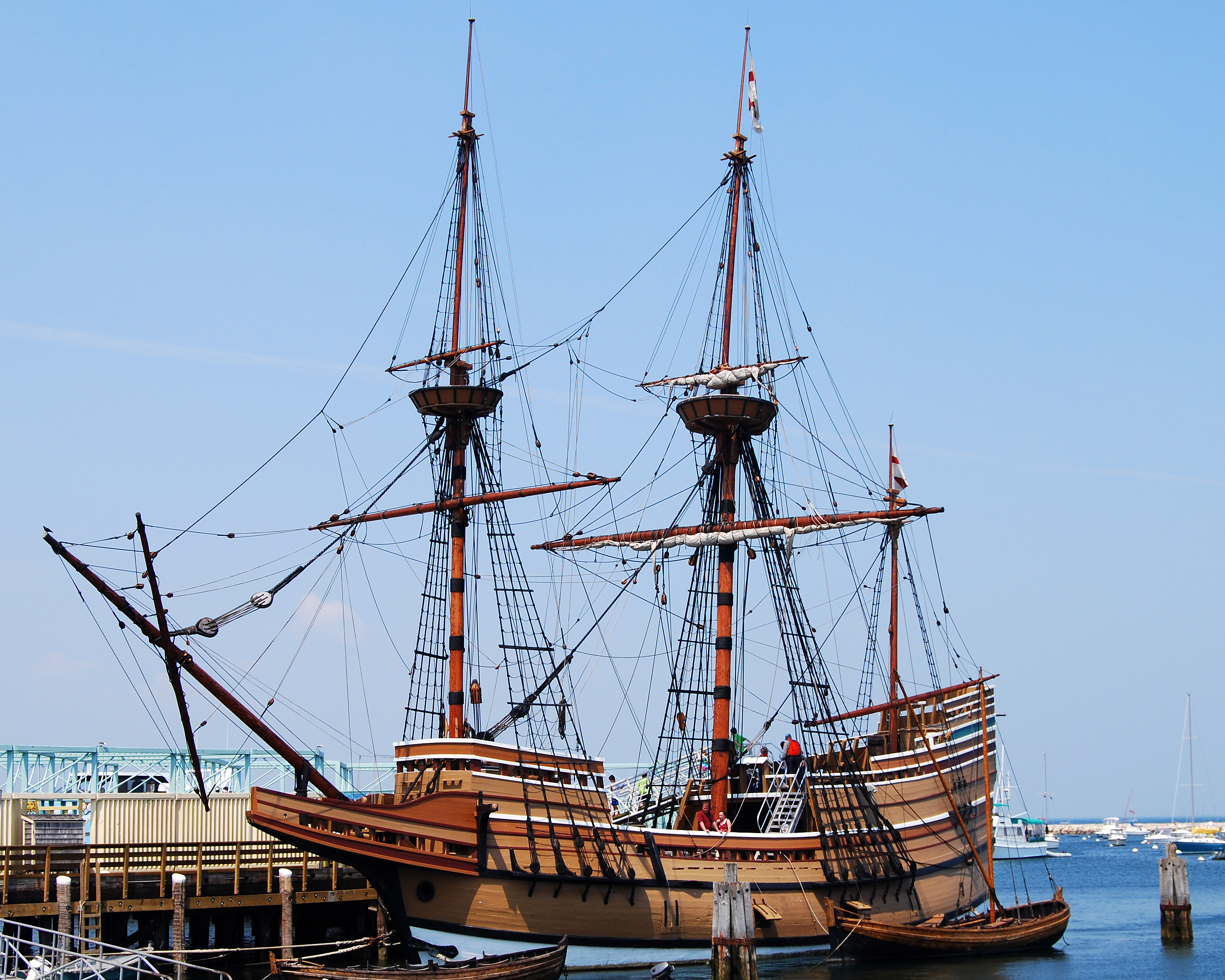
Reproducció del Mayflower (vaixell que el 1620 portà 102 emigrats anglesos a Nova Anglaterra per fundar la colònia de Plymouth) a Plymouth (Massachusetts, Estats Units)

Mapa de les colònies sueques a Delaware i Nova Jersey l'any 1638

Mentre Castella consolidava la seua posició a l'Amèrica del Nord meridional, França i Anglaterra van explorar i colonitzar el subcontinent des del Canadà cap al sud. En general, Anglaterra i Castella s'havien aliat en política internacional durant la primera meitat del segle xvi, motiu pel qual els anglesos no van intentar competir amb Castella a l'Amèrica del Nord. França (el principal rival de Castella per l'hegemonia a Europa) va entrar en la cursa colonial amb algun retard. No obstant això, les seues adquisicions al Nou Món van ser importants. Així, el 1524, el navegant florentí Giovanni da Verrazzano, al servei de França, va recórrer la costa nord-americana des del Cap Fear, al nord, fins al punt que normalment s'identifica com a Illa del Cap Bretó. En el curs d'aquest viatge va explorar les badies de Narragansett i Nova York. Per la seua banda, el francès Jacques Cartier va realitzar tres viatges entre 1534 i 1542, i va explorar la costa que hi ha entre el Golf de Sant Llorenç, el riu Sant Llorenç i un assentament de pobles amerindis on més tard s'ubicaria Montreal. França va reivindicar la part septentrional de l'Amèrica del Nord a partir de totes aquestes expedicions però, a causa de la crisi provocada a França per la Reforma Protestant, els francesos es van veure obligats a suspendre l'activitat colonial durant més de mig segle. No obstant això, des de 1599, va establir llocs de comerç de pells al llarg del riu Sant Llorenç i, posteriorment, nombrosos capellans jesuïtes francesos van arribar a aquestes regions. Entre els més destacats d'aquests exploradors es troba Samuel de Champlain (el qual va fundar Quebec el 1608 i va explorar el territori on avui es troba Nova York), el missioner jesuïta Jacques Marquette i el navegador Louis Jolliet, els quals van recórrer junts la part superior del riu Mississipi i van baixar cap al sud fins a la regió que avui dia ocupa Arkansas. El 1682, un dels més destacats pioners d'Amèrica del Nord, Robert Cavalier i el seu soci, l'italià Henri de Tonty, van recórrer el Mississipi des de la seua unió amb el riu Ohio fins al Golf de Mèxic, i van reclamar tots els territoris banyats per aquell riu per a Lluís XIV de França. És en el seu honor que van batejar aquestes terres amb el nom de Louisiana.
La corona anglesa va reclamar els seus drets sobre Amèrica del Nord basant-se en el viatge de Giovanni Cabot entre 1497 i 1498, però durant gairebé un segle no va fer cap intent de colonització. La primera colònia anglesa a l'Amèrica del Nord va ser fundada el 1583 a prop de l'actual ciutat de Saint John's (Terranova) pel navegant i soldat Humphrey Gilbert, però els colonitzadors van tornar a Anglaterra aquell mateix any. En altres dues ocasions (als anys 1585 i 1587) Walter Raleigh va intentar establir una colònia a l'illa de Roanake (Carolina del Sud) però, quan els exploradors anglesos van visitar Roanoke el 1591 no hi van trobar rastre dels colons. No va ser fins a l'any 1607 en què es va fundar la primera colònia anglesa permanent a Amèrica del Nord, a Jamestown (Virgínia). Més tard, la colònia de Plymouth va ser creada el 1620, a les ribes de la badia del Cap Cod, i la Colònia de la Badia de Massachusetts es va establir entre els anys 1628 i 1630. Després de 1630, els anglesos van colonitzar sistemàticament tot el litoral atlàntic entre Acàdia (una antiga colònia francesa) i Florida. El 1664 es van annexionar la colònia holandesa de Nova Amsterdam (fundada el 1624) i que van rebatejar com a Nova York, i els assentaments al costat del riu Delaware que els holandesos havien arrabassat als colons suecs el 1655.
A començaments de la dècada de 1690, la major part d'Amèrica del Nord (des del Canadà fins al Golf de Mèxic) estava ocupada per França i Anglaterra. Les colònies franceses estaven molt disperses: els principals assentaments es trobaven al Canadà i prop de la desembocadura del riu Mississippí, mentre que una línia de llocs comercials i militars, situada al llarg dels cursos fluvials dels rius Ohio i Mississippí, connectava ambdues regions. Les possessions angleses consistien en dotze colònies que s'estenien per litoral atlàntic. La tretzena, Geòrgia, hi va ésser incorporada el 1732.

### Guerra i revolució

Mapa polític d'Amèrica del Nord entre 1750 i 2008

Com a conseqüència dels seus intents d'expansió cap a l'oest, més enllà de les muntanyes Allegheny, els anglesos van entrar finalment en conflicte amb els francesos a la vall del riu Ohio. El 1689, les dues potències van començar una lluita per la supremacia militar i colonial. A l'Amèrica del Nord, el conflicte es va desenvolupar en quatre fases successives:
- La Guerra del rei Guillem (1689 - 1697).
- La Guerra de la reina Anna (1702 - 1713).
- La Guerra del rei Jordi (1744 - 1748).
- La Guerra Francesa i Índia (1754 - 1763).

Els revessos soferts durant la darrera esmentada guerra i la seua extensió a Europa (la Guerra dels Set Anys) van obligar els francesos a capitular. Segons els Tractats de París del 1763, França va ésser obligada a cedir a la Gran Bretanya totes les seues possessions al Canadà i també la part de la Louisiana a l'est del Mississipi. Prèviament, França havia cedit a Espanya (aliat seu) Nova Orleans i tot el territori francès a l'oest del Mississipi.

Oli Declaració d'Independència de John Trumbull dipositat al Capitoli dels Estats Units.

El fet més destacat succeït entre 1763 i 1783 al subcontinent va ésser el conflicte econòmic, polític i militar entre el Regne de la Gran Bretanya i les seues tretze colònies situades al litoral atlàntic al sud del Canadà. Coneguda com la Guerra d'Independència dels Estats Units, aquest conflicte que va durar entre 1775 i 1782 va provocar el naixement dels Estats Units d'Amèrica. L'èxit independentista d'aquestes colònies va tindre molt aviat repercussions en les colònies espanyoles d'Amèrica. Així, inspirades per la victòria estatunidenca i també pel resultat de la Revolució Francesa (1789 - 1799), van aprofitar que Espanya es va veure involucrada en les Guerres Napoleòniques (1799 - 1815) per començar la seva lluita per la independència el 1810. Mèxic es va rebel·lar contra Espanya aquell mateix any, però la consecució de la seva independència no va tindre lloc fins al 1821, quan el representant de la Corona espanyola, el virrei Juan O'Donojú, va reconèixer la independència de Mèxic. Al pas del segle xix al xx, el Canadà també va obtenir un grau total d'autonomia de la Gran Bretanya.

### Expansió dels Estats Units

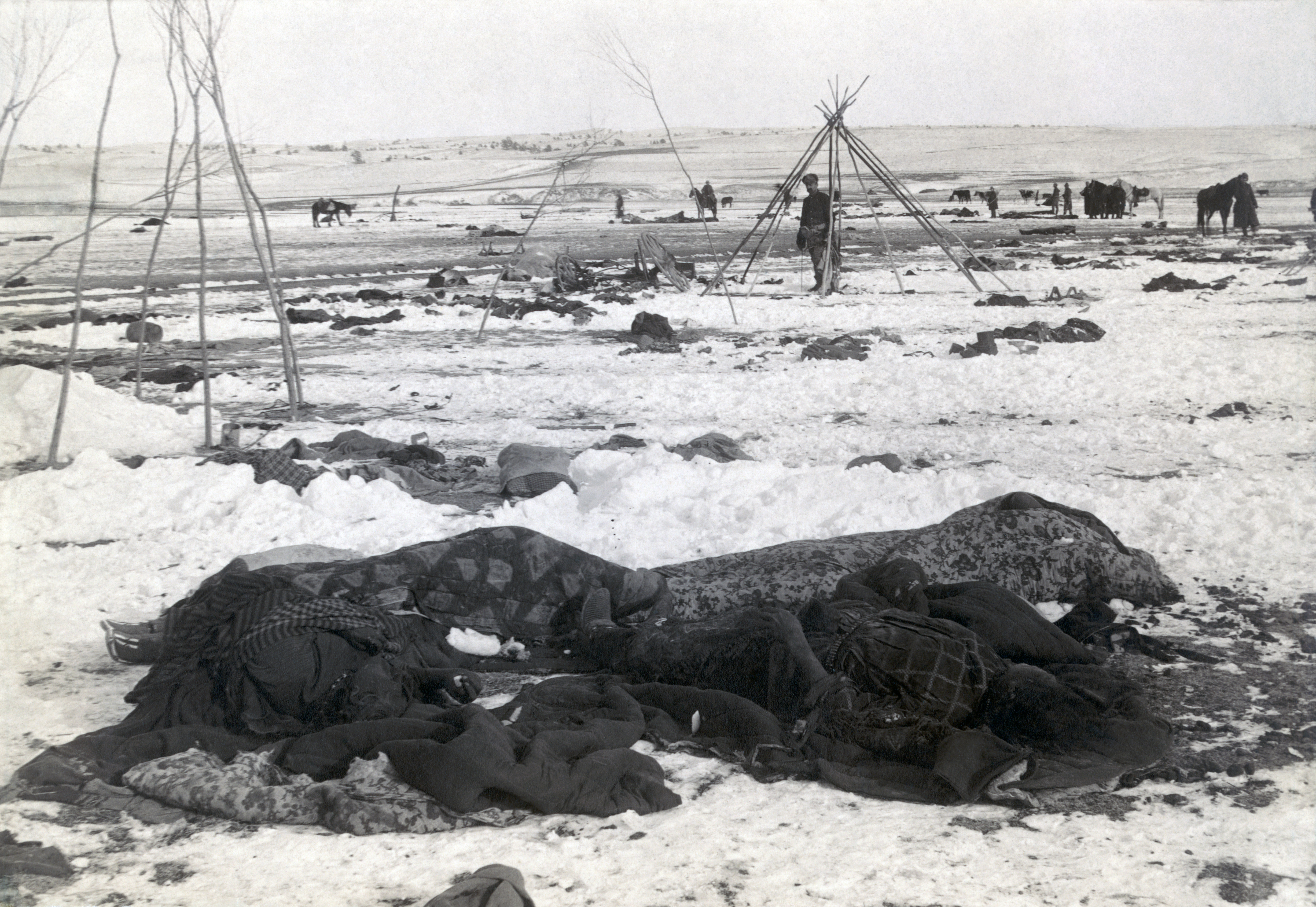
Camp de batalla de Wounded Knee després de la massacre de 1890.

Altres esdeveniments van marcar la història d'Amèrica del Nord durant els segles xix i xx, i van ocasionar que la importància dels Estats Units s'incrementés com a resultat del creixement sense precedents de la seua població i l'explotació de la riquesa de les seues terres, l'augment del seu territori, la resolució de molts problemes econòmics i polítics interns (com ara l'esclavitud i la unitat del nou país) i la seua aparició al final del segle xix com a potència mundial.
L'expansió territorial dels Estats Units va estar marcada per una sèrie de guerres contra els pobles amerindis, els quals es resistien a la invasió de llurs terres.
Entre el 1832 (quan el cap amerindi Falcó Negre va iniciar una guerra en defensa de les terres situades a l'est del riu Mississippi) i el 1877 (quan la tribu nez percé d'Oregon va ésser derrotada) els pobles amerindis de les Grans Planes, al sud-oest, i de les muntanyes Rocoses van lluitar contra gairebé tots els moviments migratoris dels colons d'origen europeu cap a l'oest. Gran part de l'oposició armada a l'autoritat dels Estats Units es va originar entre els sioux i va arribar al seu punt àlgid en la Batalla de Little Big Horn (25 de juny de 1876) que va tindre lloc al territori de l'actual Montana. En aquesta batalla una gran força de sioux i xeienes del nord van anihilar un destacament del VII Regiment de Cavalleria dels Estats Units dirigit pel tinent coronel George Armstrong Custer. A partir del 1880 alguns indígenes (com ara Gerónimo i els apatxes) van continuar la lluita armada. Les Guerres índies van finalitzar amb la Massacre de Wounded Knee (Dakota del Sud) el 29 de desembre de 1890 quan un grup de 200 homes, dones i nens desarmats van ser massacrats pel VII Regiment de Cavalleria dels Estats Units. Al final, però, no només van ser els conflictes armats els que van dominar aquests pobles, sinó l'assimilació per la força i l'expropiació de llurs terres per mitjà dels tractats i la legislació.
A més de l'apropiació del territori indi durant els segles xix i xx, els Estats Units es van annexionar a altres regions d'Amèrica del Nord: Alaska (adquirida a Rússia el 1867 per 7 milions de dòlars), Puerto Rico (guanyat a Espanya el 1898 després de la Guerra Hispano-estatunidenca), la zona del canal de Panamà (presa el 1903 i retornada a Panamà el 1979) i les Illes Verges Americanes (comprades a Dinamarca el 1917 per 25 milions de dòlars).

### L'època del desenvolupament

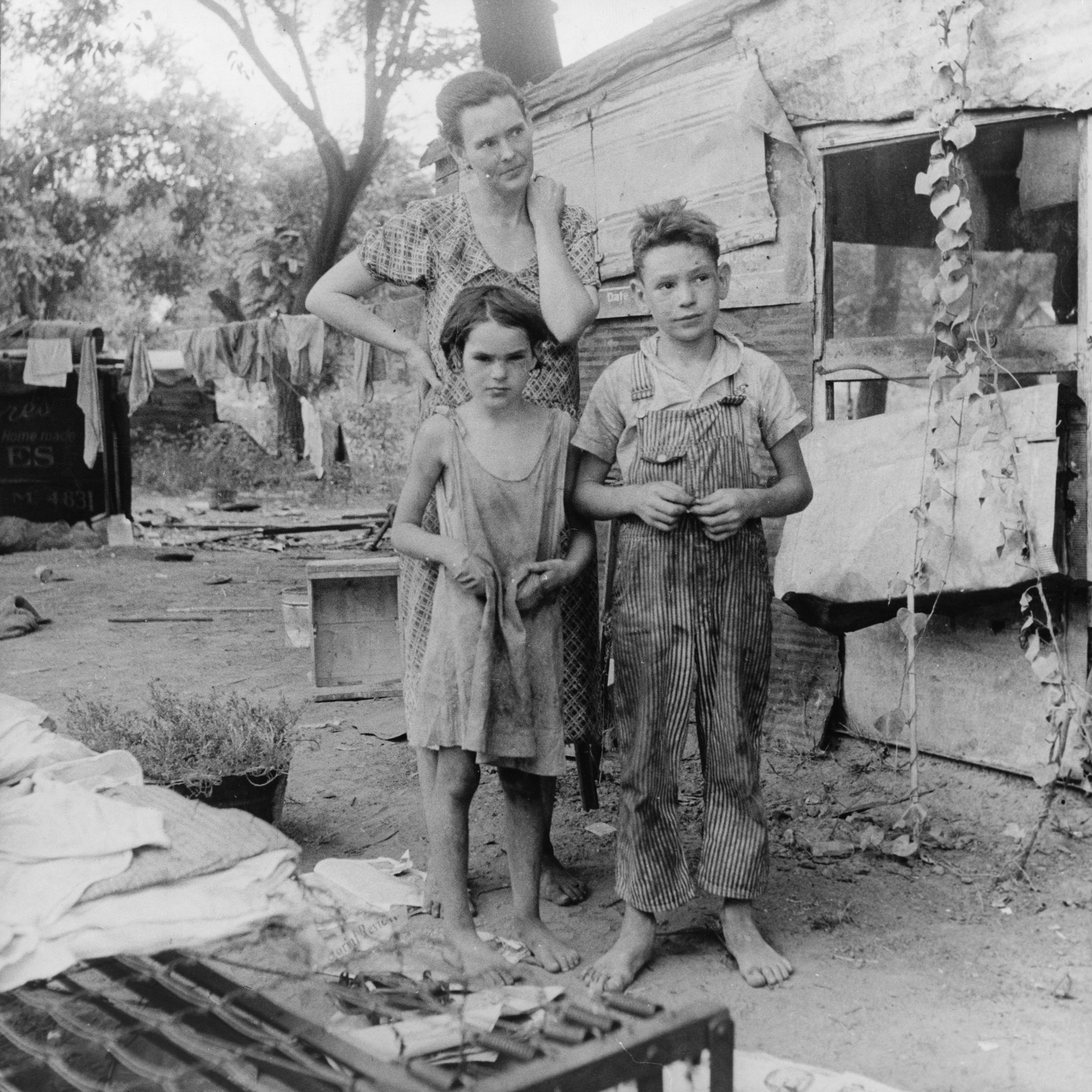
Mare nord-americana i els seus fills durant la Gran Depressió (1929 - 1939) a Elm Grove (Califòrnia, Estats Units)

Els Estats Units han exercit al llarg dels darrers segles un paper hegemònic en el continent, que va començar el 1823 amb la Doctrina Monroe (proclamació feta pel president James Monroe per la qual els Estats Units no permetria que les potències europees controlessin més territoris americans dels que ja fossin propietaris en aquella època). Aquesta doctrina va conduir a una política imperialista, en especial a l'Amèrica Central i al Carib. L'únic conflicte internacional seriós va ésser la guerra entre Mèxic i els Estats Units (1846 - 1848) que provocà la pèrdua per part mexicana de Texas, Nou Mèxic i Califòrnia mitjançant el Tractat de Guadalupe-Hidalgo. Durant el segle xx, la tendència a les bones relacions entre els diferents estats americans va prendre forma el 1910 amb l'establiment de la Unió Panamericana.
Una de les més importants demostracions de la solidaritat entre els estats de l'hemisferi occidental va tindre lloc durant la Conferència de Defensa Interamericana de l'any 1947, el qual va promulgar el Pacte Interamericà d'Ajuda Mútua o Tractat de Rio de Janeiro, signat pels Estats Units, Mèxic i altres disset estats de Centreamèrica i Amèrica del Sud. El tractat estableix la solució pacífica dels desacords entre els estats americans, igual que la unió defensiva contra agressions a la regió que s'estén des del Mar de Bering fins al pol Sud. El 1948 va néixer l'Organització d'Estats Americans (OEA) per executar el Tractat de Rio de Janeiro i com a sistema de seguretat col·lectiu.
Les serioses dissensions internes a Mèxic, esdevingudes entre 1910 i 1920, i la nacionalització del petroli el 1938 van dificultar les relacions entre aquest país i els Estats Units i el Canadà durant la primera meitat del segle xx. Tanmateix, recentment aquestes relacions s'han tornat més amistoses, com evidència la signatura de l'Acord Nord-Americà de Lliure Comerç el 1992 i que va entrar en vigor l'1 de gener de 1994.